# الوكالة التنظيمية للأدوية ومنتجات الرعاية الصحية
الوكالة التنظيمية للأدوية ومنتجات الرعاية الصحية (بالإنجليزية: Medicines and Healthcare products Regulatory Agency) (MHRA) هي وكالة حكومية في المملكة المتحدة والمسؤولة عن التأكد من أن الأدوية والأجهزة الطبية آمنة وعملها مقبول.
تشكلت الوكالة التنظيمية للأدوية ومنتجات الرعاية الصحية في عام 2003 من اندماج وكالة مراقبة الأدوية (MCA) ووكالة الأجهزة الطبية (MDA). وفي نيسان من عام 2013، اندمجت مع المعهد الوطني للمعايير والرقابة البيولوجية (NIBSC)، وغيرت علامتها إلى (MHRA) بصفتها المنظمة الأم لعدة مراكز داخل المجموعة. الوكالة هي وكالة تنفيذية في وزارة الصحة البريطانية، ويعمل في الوكالة أكثر من 900 شخص.